# Zabrachia minutissima
Zabrachia minutissima – gatunek muchówki z rodziny lwinkowatych i podrodziny Pachygastrinae.
Gatunek ten opisany został w 1838 roku przez Johana Wilhelma Zetterstedta jako Pachygaster minutissima.
Muchówka o ciele długości od 2 do 3 mm i błyszcząco czarnym ubarwieniu. Czułki są u samca brunatoczarne, zaś u samicy jasnopomarańczowe. Głowę cechuje żółtobrunatny aparat gębowy. Skrzydła są przejrzyste. Ich użyłkowanie odznacza się brakiem żyłki r4 oraz nierozwidloną żyłką r4+5. Przezmianki są śnieżnobiałe z brunatną nasadą nóżki. Odnóża są bladożółte z czarnymi biodrami i kasztanowoczarnymi nasadami ud.
Larwy rozwijają się pod korą sosen i w chodnikach owadó. Szczecinki na wierzchu ich ciała są nierozszerzone, te na końcowych tergitach nierównej długości, a pośrodku każdej pleury leży szczecinka trzy razy dłuższa od innych szczecinek tej płytki.
Owad palearktyczny, w Europie znany z Hiszpanii, Francji, Holandii, Niemiec, Szwajcarii, Austrii, Polski, Czech, Słowacji, Węgier, Ukrainy, Szwecji, Norwegii, Grecji i Rosji. Imagines są aktywne w czerwcu i lipcu.